# Forcella Mostaccin
La forcella Mostaccin è un valico che collega i due versanti dei colli Asolani, gruppo di modesti rilievi della provincia di Treviso centro-occidentale.
È collocata tra il Collalto (496 m) e il Calmoreggio (486 m), le due cime più elevate della catena. Vi transita la SP 1 "Mostaccin" la quale inizia dal centro di Maser per poi ridiscendere verso Monfumo. Perpendicolarmente alla strada, in direzione est-ovest, si snoda il sentiero "delle Due Rocche" che percorre tutta la dorsale dei colli da Cornuda ad Asolo.
Il nome ricorda la famiglia che viveva nell'unica costruzione della zona, un rustico ormai abbandonato posto alla sinistra della strada.